# Traugott Herr

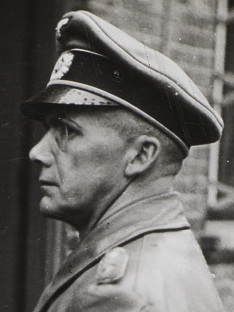
General der Panzertruppe, Traugott Herr

Traugott Herr (* 16. September 1890 in Weferlingen; † 13. April 1976 in Achterwehr) war ein deutscher General der Panzertruppe im Zweiten Weltkrieg.

## Leben
Herr trat am 18. April 1911 als Offiziersanwärter in das Füsilier-Regiment „Prinz Heinrich von Preußen“ (Brandenburgisches) Nr. 35 in Brandenburg an der Havel ein. Von Oktober 1911 bis Juli 1912 erfolgte seine Kommandierung an die Kriegsschule nach Glogau. Nach seiner Rückkehr übernahm er als Leutnant (seit 18. August 1912) die 9. Kompanie seines Regiments.
Mit Ausbruch des Ersten Weltkriegs kam er mit dem Regiment an der Westfront zum Einsatz. Im Oktober wurde er Adjutant des II. Bataillons und am 12. Dezember 1914 erstmals verwundet. Nach Lazarettaufenthalt und Genesung kehrte er am 12. Januar 1915 in seine alte Funktion zurück. Am 31. August 1916 wurde er abermals verwundet und nach seiner Erholung erhielt er ab 1. Dezember 1916 eine Ausbildung als MG-Kompanieführer bei der 2. Ersatz-MG-Kompanie des III. Armee-Korps. Man betraute ihn ab 15. Januar 1917 mit der Führung der 2. MG-Kompanie des Infanterie-Regiments, bevor er am 6. November desselben Jahres in den Stab der 234. Infanterie-Division wechselte. Dort erfolgte am 28. November 1917 seine Beförderung zum Oberleutnant. Am 14. Februar 1918 kehrte er zum Infanterie-Regiment Nr. 451 zurück, wurde ab 24. Februar im Stab eingesetzt und am 1. März 1918 zum stellvertretenden Bataillonskommandeur ernannt. Für sein Wirken während des Krieges erhielt Herr neben beiden Klassen des Eisernen Kreuzes das Ritterkreuz des Königlichen Hausordens von Hohenzollern mit Schwertern, das Hanseatenkreuz aus Hamburg sowie das Verwundetenabzeichen in Schwarz.
Nach Kriegsende erfolgte seine Übernahme in die Reichswehr. Dort wurde er zunächst als Kompaniechef im 9. (Preußisches) Infanterie-Regiment eingesetzt. Am 1. Oktober 1923 erfolgte seine Versetzung in das 9. (Preußisches) Reiter-Regiment nach Fürstenwalde sowie seine Kommandierung zum Wehrkreis-Kommando III. Ein Jahr später erfolgte seine Rückversetzung in das Infanterie-Regiment. Vom 29. September bis 23. Dezember 1925 wurde er zur kraftfahrtechnischen Ausbildung bei der 3. Kraftfahr-Abteilung kommandiert. Als Hauptmann (seit 1. Januar 1926) wechselte er am 1. Februar 1926 in den Stab des 9. Infanterie-Regiments zurück. In der Folgezeit wurde er mehrfach zur Kraftfahrtechnischen Ausbildung abkommandiert. Am 1. Februar 1927 wurde er Chef der 4. MG-Kompanie des 9. Infanterie-Regiments. Dieses Kommando behielt er bis zu seinem Wechsel als Taktiklehrer an die Infanterie-Schule in Dresden am 1. Juli 1933. Dort wurde er am 1. Juni 1936 zunächst zum Major und am 1. Oktober 1936 zum Oberstleutnant befördert. Am 1. Januar 1937 übernahm Herr das III. Bataillon des Infanterie-Regiments 33 in Zerbst. Seine Beförderung zum Oberst erhielt er am 1. August 1939.
Vor Ausbruch des Zweiten Weltkriegs übernahm Herr am 26. August 1939 kurzzeitig das Infanterie-Ersatz-Regiment 13 in Neckarsulm. Sein nächstes Kommando erhielt er am 18. September 1939 über das Schützen-Regiment 66. Mit diesem beteiligte er sich an den Kämpfen in Frankreich. Nach Abschluss der Kampfhandlungen übernahm er am 14. Oktober 1940 die Schützen-Brigade 13 und war mit der Einheit am Unternehmen Barbarossa, dem Überfall auf die Sowjetunion, beteiligt. Man beauftragte ihn am 1. Dezember 1941 mit der Führung der 13. Panzer-Division und ernannte Herr unter gleichzeitiger Beförderung zum Generalmajor am 1. April 1942 zu deren Kommandeur. Bei den Kämpfen im Nordkaukasus zog er sich am 31. Oktober 1942 durch einen Granatsplitter eine schwere Schädelverletzung zu, die ihn zeitlebens beeinträchtigen sollte. Nach seinem Lazarettaufenthalt wurde er zunächst in die Führerreserve versetzt, am 1. Dezember 1942 zum Generalleutnant befördert und am 15. Juni 1943 zur Heeresgruppe D nach Frankreich kommandiert. Dort wurde er am 29. Juni 1943 mit der Führung des LXXVI. Armeekorps beauftragt, das am 22. Juli in LXXVI. Panzerkorps umbenannt wurde.
Seine Beförderung zum General der Panzertruppe erhielt Herr bei gleichzeitiger Ernennung zum Kommandierenden General des LXXVI. Panzerkorps am 1. September 1943. Vom 28. Februar bis 16. April 1944 gab er kurzzeitig sein Kommando ab. Man beauftragte ihn am 24. November 1944 mit der Führung der 14. Armee. Er unterzog sich am 4. Dezember einer weiteren Kopf-Operation, die aufgrund der am 31. Oktober 1942 erlittenen Verwundung notwendig war. Nach anschließender Erholung und erneuter Versetzung in die Führerreserve beauftragte man ihn am 15. Februar 1945 mit der Führung der 10. Armee. Mit dieser kapitulierte er im Zuge der alliierten Frühjahrsoffensive am 2. Mai 1945 in Italien und ging in britische Kriegsgefangenschaft, aus der er am 17. Mai 1948 entlassen wurde.

## Auszeichnungen
- Ritterkreuz des Eisernen Kreuzes mit Eichenlaub[2]
  - Ritterkreuz am 2. Oktober 1941
  - Eichenlaub am 9. August 1942 (110. Verleihung)
  - Schwerter am 18. Dezember 1944 (117. Verleihung)